# 约尔马·韦赫马宁
约尔马·韦赫马宁（芬蘭語：Jorma Vehmanen，1945年9月18日—），芬兰男子冰球运动员。他曾代表芬兰参加1972年和1976年冬季奥林匹克运动会冰球比赛，分别获得第五名和第四名。